# 7006 Folco
7006 Folco è un asteroide della fascia principale. Scoperto nel 1981, presenta un'orbita caratterizzata da un semiasse maggiore pari a 2,4392413 UA e da un'eccentricità di 0,1222366, inclinata di 4,69758° rispetto all'eclittica.